# Minairó (satèl·lit)
El Minairó és un nanosatèl·lit artificial de la Generalitat de Catalunya creat per Sateliot. Es tracta del 3r del seu tipus i els seus objectius són monitorar cultius, la gestió de recursos hídrics i el control de transports i mercaderies. És el primer satèl·lit de la història llançat sota l'estàndard 5G i que està pensat per facilitar la connexió de dispositius d'internet de les coses de manera automàtica quan no tinguin cobertura a un cost molt baix. La missió és gestionada per la Fundació i2CAT. Va ser llançat el 15 d'abril de 2023 des de la base espacial de Vanderberg, a Califòrnia de l'empresa SpaceX per un coet Falcon 9. El llançament s'havia de fer uns dies abans però va ser ajornat en dues ocasions per culpa del mal temps.

## Característiques
Es tracta d'un CubeSat de mida 6U (6 unitats), amb un pes de 10 kg i unes dimensions de 226x100x226 mm, que orbita a uns 550 km de la superfície de la Terra. Orbita el planeta a uns 8 km/s, passant per damunt de Catalunya cada 5 dies aproximadament. L'emblema de la missió és un drac modernista.